# Monciînți, Kalînivka
Monciînți (în ucraineană Мончинці) este un sat în comuna Napadivka din raionul Kalînivka, regiunea Vinnița, Ucraina.

## Demografie
Componența lingvistică a localității Monciînți
     Ucraineană (97,59%)
     Rusă (2,06%)
     Alte limbi (0,34%)
Conform recensământului din 2001, majoritatea populației localității Monciînți era vorbitoare de ucraineană (97,59%), existând în minoritate și vorbitori de rusă (2,06%).